# Ligne de Bordeaux-Benauge à La Sauvetat-du-Dropt

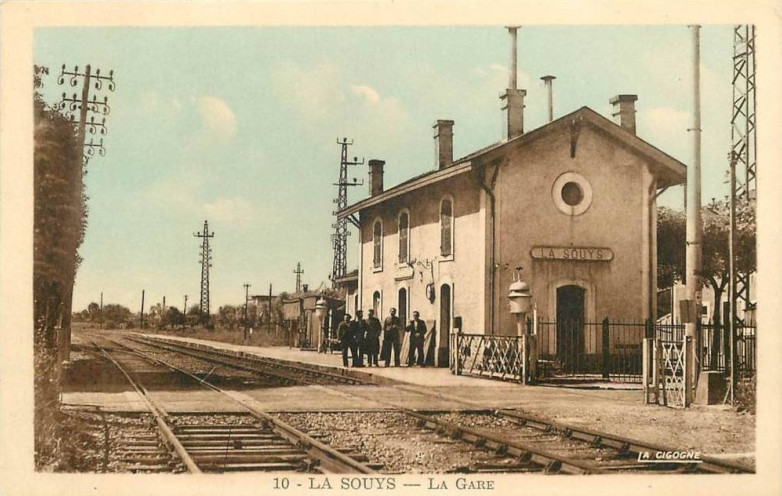
Ancienne gare de la Souys.

La ligne de Bordeaux-Benauge à La Sauvetat-du-Dropt est une ligne ferroviaire du département de la Gironde en France, qui reliait Bordeaux et La Sauvetat-du-Dropt, en desservant notamment Floirac, Créon et Sauveterre-de-Guyenne.
Elle figure dans la nomenclature du réseau ferré national sous le no 637 000.

## Historique
La ligne de Bordeaux à La Sauve est déclarée d'utilité publique au titre de l'intérêt local par décret impérial le 1er mai 1869. Ce même décret approuve les conventions signées les 10 octobre et 27 décembre 1868 entre le Préfet de la Gironde et Messieurs Riche et Chrétien pour la concession de la ligne. Ils créent à cet effet la Compagnie du Chemin de fer de Bordeaux à La Sauve.
Après avoir subi des retards du fait de la guerre de 1870-71, la ligne est ouverte au public au printemps 1873. Dès l’année suivante cependant, des difficultés financières contraignent l’exploitant a fusionner par traité du 1er juin 1874 avec la Compagnie des Charentes.
La ligne de Bordeaux à La Sauve est incorporée dans le réseau d'intérêt général par une loi le 18 mai 1878. Cette même loi approuve la convention signée le 31 mars 1877 entre la Compagnie des Charentes et l'État pour le rachat de la ligne par ce dernier.
La loi du 17 juillet 1879 (dite plan Freycinet) portant classement de 181 lignes de chemin de fer dans le réseau des chemins de fer d’intérêt général retient en n° 86, une ligne de « La Sauve à Eymet, par ou près Targon, Sauveterre, Monségur et Duras ».
La ligne entre Bordeaux et La Sauve est cédée par l'État à la Compagnie du chemin de fer de Paris à Orléans (PO) par une convention signée entre le ministre des Travaux publics et la compagnie le 28 juin 1883. Cette convention est approuvée par une loi le 20 novembre suivant. Cette convention concède aussi à titre éventuel à la compagnie une ligne de « La Sauve à Eymet ».
La ligne de La Sauve à Eymet est déclarée d'utilité publique et concédée à titre définitif à la compagnie du chemin de fer de Paris à Orléans par une loi le 30 juillet 1885. Ce prolongement sera inauguré en 1899.
Le trafic passager cesse en 1951.
La section entre Sauveterre-de-Guyenne et la Sauvetat-du-Dropt est déclassée (PK 56 à 97,952) par décret le 12 novembre 1954. En 1987 la ligne est limitée à Espiet où fonctionnait encore la cimenterie pour être définitivement fermée en 1994. 
En 2010, la voie est aménagée en piste cyclable sur 50 km entre Bordeaux (plus exactement Latresne) et Sauveterre.
Cette piste a été baptisée piste cyclable Roger-Lapébie en hommage à la carrière du champion cycliste Roger Lapébie.
L'orthographe « Bénauge » (accent aigu sur le "e") a été curieusement répandue par la SNCF, en contradiction avec la pratique locale, y compris officielle.

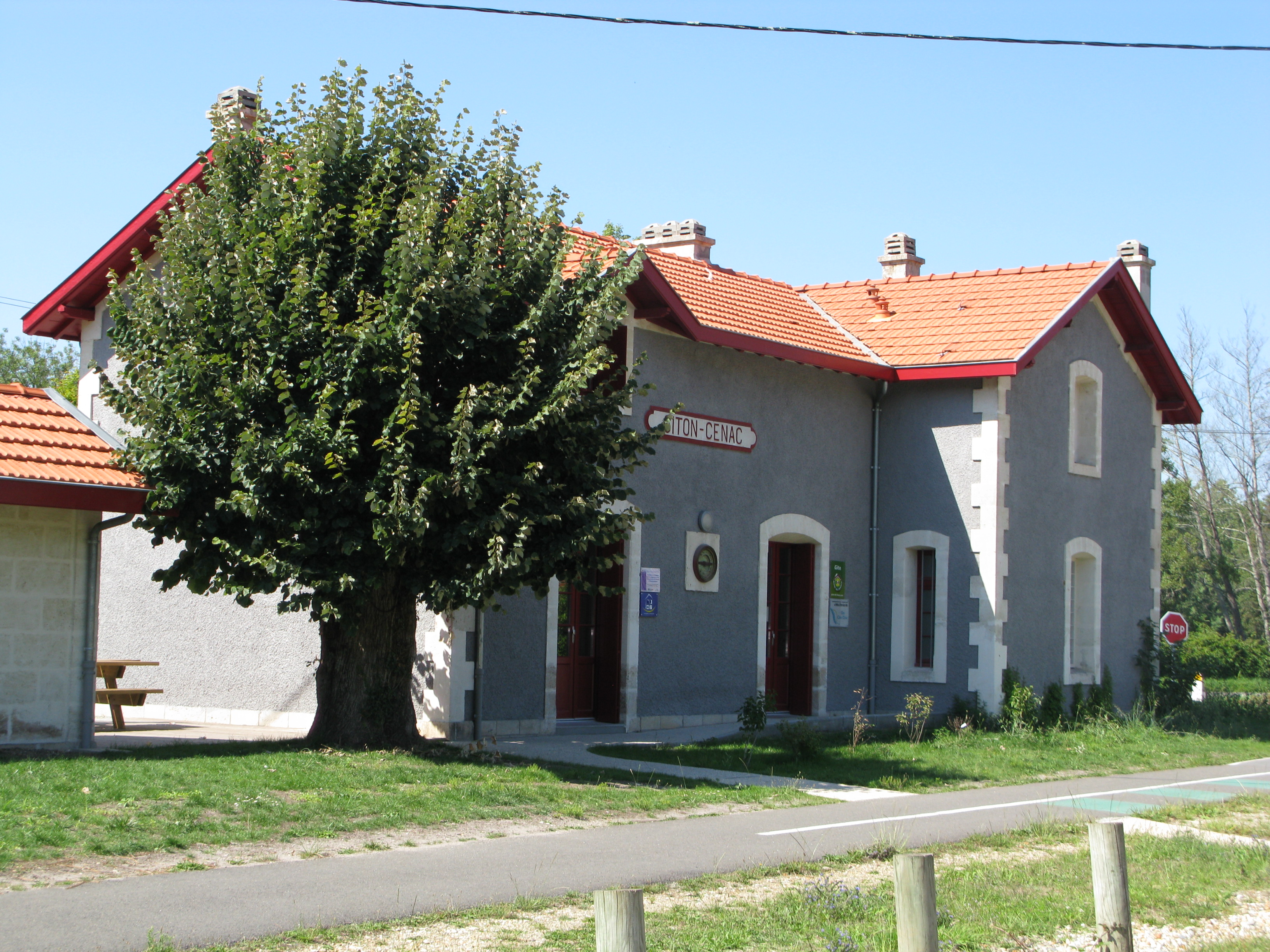
Gare de Citon-Cénac
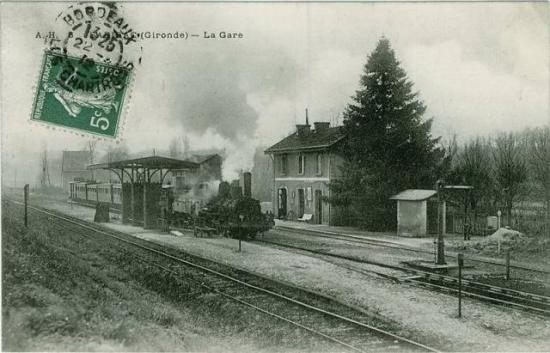
Train en gare de Sadirac
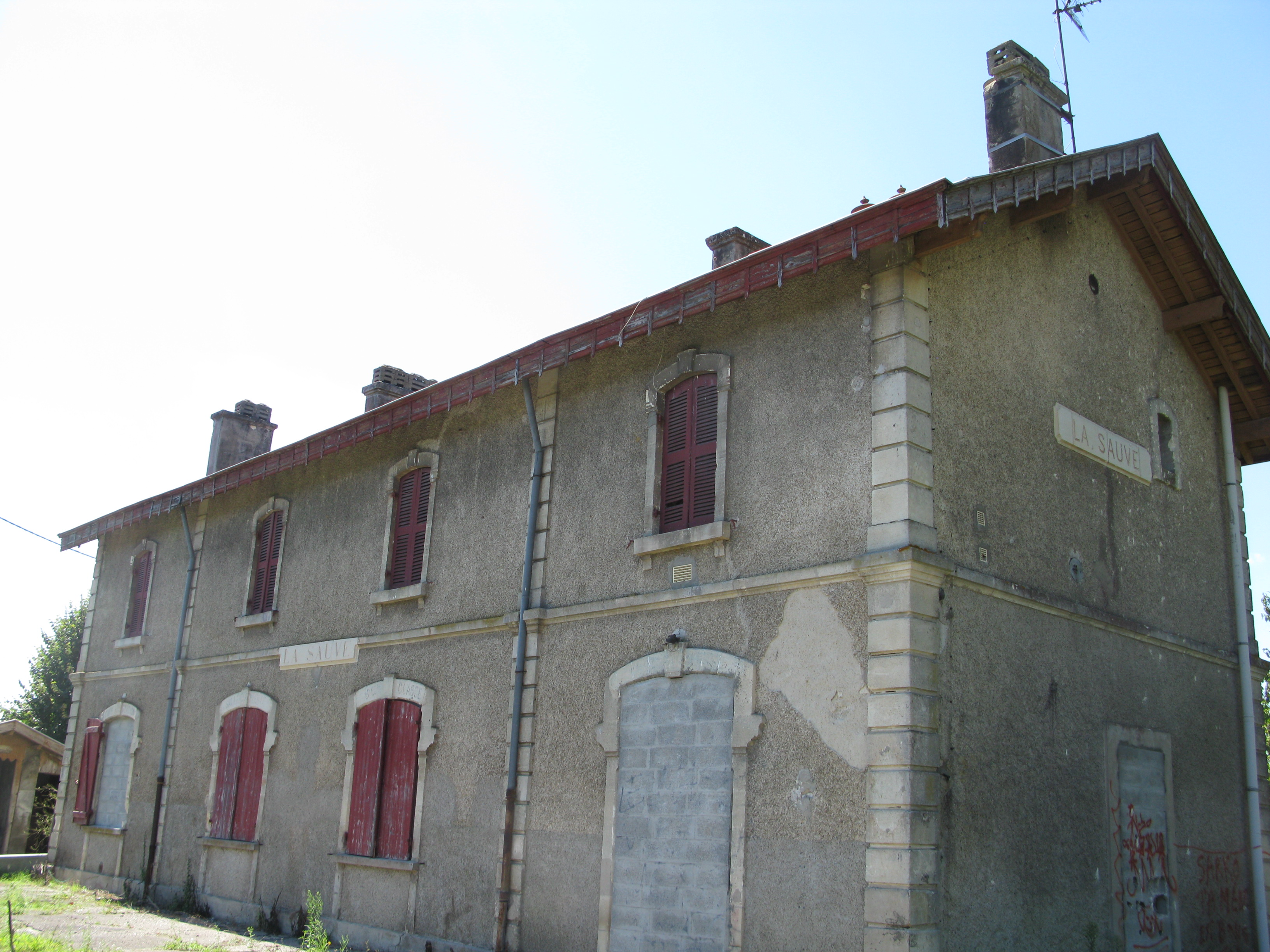
Gare de la Sauve